# 台北日本人学校
台北日本人学校（たいぺい-にほんじんがっこう）は台湾台北市に位置する日本人学校。在台日本人のための初等、中等教育を行う。正式名称は、台北市日僑学校である

## 概要
1947年に国立台湾大学附設留台日籍人員子女教育班の名で温州街に設立された日本人学校である。4回に及ぶ移転の末に1983年に現在の校地に移転した。また、この学校の目的として中華民国（台湾）に在留または居住する日本人子女に日本における教育と同じ教育を受けさせることとしており、入学には保護者が台湾日本人会会員でなければならない

## 沿革

### 年表
(年表の主な出典は公式サイト)
- 1947年5月 「国立台湾大学附設留用日僑子女教育班」の名称で温州街で小中学部開校。
- 1949年8月 中学部を閉鎖。
- 1951年3月 国立台湾大学校内（台北市大安区羅斯福路）に移転。
- 1953年5月 中学部を開設し、「台北日本人小・中学校」と改称。
- 1958年3月 中学部を閉校。
- 1959年4月 廈門街99巷34号に移転し、校名を「台北日本人小学校」と改称。
- 1963年2月 敦化南路369巷3号に移転。
- 1965年9月 校名を「在中華民国日本国大使館附属台北日本人小学校」と改称。
- 1968年3月 中学を開設し、校名を「在中華民国日本国大使館附属台北日本人学校」と改称。
- 1969年5月 松山区福徳街151巷12號に移転。
- 1972年12月 日本と台湾の国交断交[7]後「台北日本人学校」の名称で発足。
- 1973年1月 台北市政府教育局より「私立学校台北市日僑学校」の名称で認可。
- 1976年 校旗と校歌が作られる。（校歌作曲：小林亜星[8]）
- 1977年4月 台中分校開校（1979年に台中日本人学校（英語版）として独立）。
- 1983年10月 新校舎落成に伴い士林区中山北路6段785号に移転。
- 1992年12月18日 日本政府に在外教育施設に認定される[2]
- 2000年4月 校舎、体育館、プールなどの大規模改修工事が終了。
- 2020年 現校地内にて新校舎着工。グラウンドの移設含め2021年末までに順次完成予定[9]。
- 2021年度より新校舎での授業開始[10]。2022年3月 天母新校舎全体竣工[11]。

## 教育方針

### 経営方針
(経営方針の出典は公式サイト)
- 夢と希望を育み，一人一人を生かした楽しく感動のある学校作りを行う。
- 児童生徒が『確かな学力』を身につけられるように，常に授業の工夫改善に努める。
- 多様な交流・体験を通して，一人一人が互いを認め合い，信頼し合う心を育てる。
- 児童生徒の生命・身体の安全に留意し，危機管理体制の整備と徹底に努める。
- 行事や体験を通して，自らの健康に対する関心を高め，体力づくりの充実を図る。

### 教育目標
自ら考える力と思いやりの心を育み、心身ともにたくましい児童生徒を育成する。

## 制服
学校による指定制服はなく私服である。名札は必要である。(小学生だけ）

## 学校行事
現地の小学校である台北市立天母國小、蘭雅國小、士東國小との交流会を行っている。毎年5月に小学部中学部合同で運動会が開かれる。晩夏にはPTA協力の下で夏祭りが開催される。毎年10月には学習発表会が開かれ、学年ごとに劇や発表部合唱（ミュージックフェスティバル）などをする。

## 部活動
この学校には部活動と呼ばれるものはないがそれに準ずるものとして保護者により運営されている課外活動（課活）が行われている。
課外活動の出典は公式サイト
| - 野球 - 楽々棒球 - サッカー - テニス - 水泳 - 陸上 - 剣道 - バドミントン - バスケットボール - バレーボール - 卓球 | - 和太鼓 - 軽音楽 - 美術 - ブラスバンド - 中国結び - ダンス - 書道 - パソコン |

## 通学手段
通学手段として学校側がチャーターしているバスによるスクールバスがあるが3台しか運用していないため児童・生徒全員が乗れる訳ではない。なので、バイクなどの乗り物、徒歩又は公共バスにて登下校している児童生徒も多数いる。

## 日本での同窓会活動
1997年に、東京の都ホテルにおいて同窓生約230名が集まり、創立50周年を記念した同窓会を開催した。
2017年にも創立70周年を記念する同窓会が台北市内のホテルにて行われた。

## 著名な出身者・関係者
- 金城武[18] - 俳優
- 石田ひかり - 女優
- 石田ゆり子 - 女優
- KENJI03（Hi-yunk）[19] - 歌手・ロックバンド「BACK-ON」のギターボーカル・ 作曲家
- 川島茉樹代[20] - 歌手
- 小林亜星[8] - 作曲家 台北日本人学校校歌を作曲。
- 森田祐司[21] - 作曲家・ギタリスト
- 中間淳太 - 男性アイドルグループ・WEST.（旧ジャニーズWEST）のメンバー。